# Hurstbourne Acres
Hurstbourne Acres és una població dels Estats Units a l'estat de Kentucky. Segons el cens del 2000 tenia 1.504 habitants.

## Demografia
Segons el cens del 2000, Hurstbourne Acres tenia 1.504 habitants, 909 habitatges, i 309 famílies. La densitat de població era de 1.759,7 habitants/km².
Dels 909 habitatges en un 11,6% hi vivien nens de menys de 18 anys, en un 25,9% hi vivien parelles casades, en un 5,8% dones solteres, i en un 66% no eren unitats familiars. En el 54,8% dels habitatges hi vivien persones soles el 6,4% de les quals corresponia a persones de 65 anys o més que vivien soles. El nombre mitjà de persones vivint en cada habitatge era d'1,65 i el nombre mitjà de persones que vivien en cada família era de 2,49.
Per edats la població es repartia de la següent manera: un 11,6% tenia menys de 18 anys, un 18% entre 18 i 24, un 43,2% entre 25 i 44, un 16,4% de 45 a 60 i un 11% 65 anys o més.
L'edat mediana era de 31 anys. Per cada 100 dones de 18 o més anys hi havia 99,4 homes.
La renda mediana per habitatge era de 39.211 $ i la renda mediana per família de 58.125 $. Els homes tenien una renda mediana de 38.558 $ mentre que les dones 30.184 $. La renda per capita de la població era de 27.238 $. Entorn del 2% de les famílies i el 5,8% de la població estaven per davall del llindar de pobresa.

## Poblacions més properes
El següent diagrama mostra les poblacions més properes.